# Presidente de la Cámara de Representantes de Uruguay
El Presidente de la Cámara de Representantes de Uruguay es la máxima autoridad y representante de la cámara baja de la Asamblea General. Electo entre sus pares diputados, sirve por un período legislativo anual. 

## Elección
A diferencia de la Presidencia del Senado, la cual es desempeñada por el vicepresidente de la República, el presidente de la Cámara de Representantes es elegido, de manera pro tempore en el inicio de cada legislatura.
Según la Constitución de la República, en la  sesión inaugural de cada período ordinario, a invitación del Secretario de la Cámara de Representantes, se deberá a elegir al representante que se desempeñará como Presidente, mediante  votación nominal y mayoría de sufragios. El representante electo durará en sus funciones hasta el siguiente período ordinario y será acompañado por cuatro vicepresidentes.

## Expresidentes de laXLIX Legislatura de la Cámara de Representantes

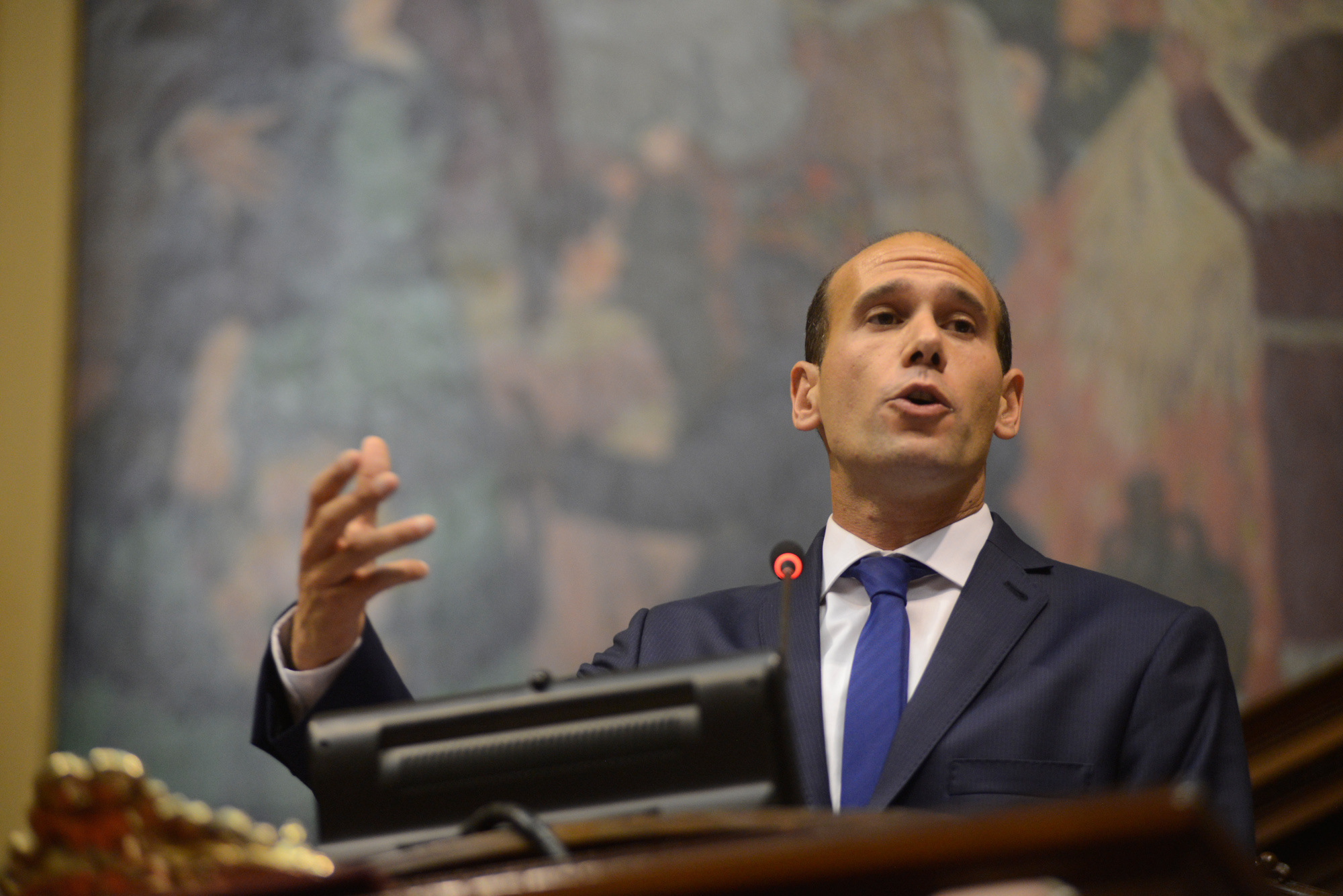
Martín Lema (PN) (15 de febrero  de 2020 - 1 de marzo de 2021)Alfredo Fratti (FA) (1 de marzo de 2021 - 1 de marzo de 2022)Sebastian Andújar (PN) (1 de marzo de 2023 - 1 de marzo de 2024)